# Donja Oraovica
Donja Oraovica es una localidad de Croacia en el municipio de Dvor, condado de Sisak-Moslavina.

## Geografía
Se encuentra a una altitud de 151 m s. n. m. a 109 km de la capital nacional, Zagreb.

## Demografía
En el censo 2011, el total de población de la localidad fue de 41 habitantes.